# بزم أهوتشر (علي أباد ملك)
بزم أهوتشر (بالفارسية: بزم اهوچر) هي قرية تقع في إيران في قسم علي أباد ملك الريفي. يقدر عدد سكانها بـ 16 نسمة بحسب إحصاء 2016.